# Spaans alfabet
Het Spaanse alfabet bestaat uit de 26 letters van het klassiek Latijns alfabet, uitgebreid met drie tekens:
- de digraaf 'ch' (uitgesproken als tsj)
- de digraaf 'll' (uitgesproken als lj in Noord-Spanje, zj in Argentinië en Paraguay en j in de rest van Latijns-Amerika en Zuid-Spanje)
- de letter 'ñ' (uitgesproken als nj)

| Hoofdletter | Kleine letter | Naam       | IPA       |
| ----------- | ------------- | ---------- | --------- |
| A           | a             | a          | a         |
| B           | b             | be         | bɪ        |
| C           | c             | ce         | ðɪ sɪ     |
| CH          | ch            | che        | t͡ʃɪ       |
| D           | d             | de         | dɪ        |
| E           | e             | e          | ɪ         |
| F           | f             | efe        | ɛfɪ       |
| G           | g             | ge         | xɪ        |
| H           | h             | hache      | at͡ʃɪ      |
| I           | i             | i i-latina | i         |
| J           | j             | jota       | ɣota      |
| K           | k             | ka         | ka        |
| L           | l             | ele        | ɛlɪ       |
| LL          | ll            | elle       | ɛjɪ       |
| M           | m             | eme        | ɛmɪ       |
| N           | n             | ene        | ɛnɪ       |
| Ñ           | ñ             | eñe        | ɛɲɪ       |
| O           | o             | o          | o         |
| P           | p             | pe         | pɪ        |
| Q           | q             | cu         | qʊ        |
| R           | r             | ere        | ɛɾɪ       |
| RR          | rr            | r doble    | ɛrɪ doblɪ |
| S           | s             | ese        | ɛsə       |
| T           | t             | te         | tɪ        |
| U           | u             | u          | u         |
| V           | v             | uve        | uβɪ       |
| W           | w             | v doble    | uβɪ doblɪ |
| X           | x             | equis      | eqis      |
| Y           | y             | i-griega   | iˈʁrijɛʀa |
| Z           | z             | zeta ceta  | ðɛta      |

In het verleden werden de ch en ll apart gealfabetiseerd, respectievelijk tussen c en d en tussen l en m, maar dat is in 1994 veranderd. De ñ houdt wel nog altijd haar eigen positie in het woordenboek.
Omstreden is de status van de rr, die in het Spaans anders wordt uitgesproken dan de r. De Real Academia de la Lengua Española beschouwt de rr niet als een aparte letter, maar in het dagelijks gebruik wordt de klank wel vaak apart van de r beschouwd. Ook de Spaanse versie van het bordspel Scrabble bevat aparte steentjes voor de rr.
De letters 'k' en 'w' komen in het Spaans zelden voor, alleen in een paar leenwoorden als kamikaze en kiwi.